# Jamil Azzaoui
Pour le prénom arabe, voir Jamil.
Jamil Azzaoui dit Jamil est un agent d'artistes et plus récemment chanteur marocain né le 17 mai 1961 à Montréal et vivant au Québec.
Après avoir passé sa jeunesse dans divers pays comme l'Égypte, la France et le Maroc, il intègre les rangs de la compagnie aérienne nationale canadienne puis décide de s'installer dans la Belle province où il assure la promotion ou de la gérance de plusieurs chanteurs qui atteindront le succès, notamment Richard Desjardins, Dan Bigras, Luce Dufault, Garou, Anne-Marie Gélinas, Lara Fabian et Isabelle Boulay. Il sera le fondateur de salles de spectacles très fréquentées dont Le Medley, Le Petit Medley et le Gainzbar. Il est aussi le cofondateur du Show du Refuge avec Dan Bigras. Atteint d'une double hémorragie cérébrale en octobre 2008, il lui faudra neuf ans pour réapprendre à jouer de la guitare.

## Discographie
- Pépé Inc. Greatest Hits (1996)
- Pitié pour les femmes (2004)
- Pitié pour les bums ! (2005)
- Je dure... Très, très dur... (2008)
- à bas les roses !!! (2009)
- Jamil Blues Attempt (2010)
- Les Inoubliables de Jamil (2013)
- Toutes les libertés volume un-chansons autorisées (2017)
- Toutes les libertés volume deux-chansons interdites (2018)